# Mobile Legends: Bang Bang
Mobile Legends: Bang Bang é um jogo eletrônico  para aparelhos móveis no estilo Multiplayer Online Battle Arena (MOBA) desenvolvido e publicado pela Moonton.

## Jogabilidade
Mobile Legends: Bang Bang é um jogo designado para aparelhos móveis do gênero Multiplayer Online Battle Arena em terceira pessoa. Ele possui alguns modos de jogo permanentes como: Clássico, Ranqueado, Rixa e VS I.A., além de modos temáticos, como sobrevivência e rixa sombria que são adicionados ao jogo esporadicamente.
Os dois times lutam para alcançar e destruir a base do inimigo enquanto defende sua própria base para o controle de um caminho, as três "lanes" conhecidas como "top", "middle" e "bottom" que conectam as bases. Os jogadores competem em partidas que duram em média 10 a 20 minutos. Em cada modo do jogo, o time trabalha em conjunto para alcançar os objetivos e, consequentemente, a vitória.
Em cada time, há cinco jogadores que controlam um avatar, conhecido como um "herói". Em todos os modos de jogo, os jogadores controlam heróis escolhidos ou atribuídos em cada partida, que possuem habilidades únicas. Personagens mais fracos controlados por inteligência artificial, chamados de "minions", aparecem nas bases e seguem as três "lanes" até a base do time adversário, atacando inimigos e torres.
Os heróis começam cada partida com o nível 1de experiência (XP), o menor nível em uma escala que vai de 1 a 15. A exceção é o modo Rixa, no qual o herói inicia a partida no nível 3. No decorrer da partida, os heróis vão adquirindo XP de diferentes formas: por matar personagens não jogáveis, como minions e monstros, eliminando ou ajudando a eliminar os heróis adversários, destruindo as torres inimigas. Cada nível alcançado na partida, permite ao jogador desbloqueie habilidades especiais do herói.
Os jogadores também iniciam a partida com uma baixa quantidade de moedas (cerca de 300 delas), podendo ganhar moedas adicionais durante a partida de forma semelhante ao ganho de XP.

### Mapas do Jogo
Mobile Legends possui três mapas principais, que possuem diferentes cenários, objetivos e circunstâncias de vitórias. Um quarto mapa foi criado para o Modo Sobrevivência.[carece de fontes?] Os mapas são nomeados como Terra do Amanhecer, Invasão ao Ocidente e um mapa até então sem nome para o Modo Rixa.

#### Terra do Amanhecer
A Terra do Amanhecer é o mapa utilizado nos modos: Clássico, Ranqueado, Personalizado e VS A.I. em Mobile Legends. Nesse tipo de mapa, dois times de cinco jogadores competem para destruir uma estrutura inimiga, que é guardada por torres e defendida pelos jogadores do time adversário. Essa estrutura cria continuamente personagens não jogáveis fracos conhecidos como minions, que avançam em direção à base do time inimigo através de três lanes: top(superior), Bottom(inferior)  e Middle(central). Os jogadores disputam para avançar essas ondas de minions até a base inimiga, o que lhes permite destruir as estruturas inimigas, atingir objetivos e, consequentemente, garantir a vitória.
Ao redor das rotas há terrenos neutros conhecidas como selva e rio. A selva é apresentada em quatro quadrantes e ela contém uma grande variedade de personagens não jogáveis conhecidos como monstros. O rio e a selva contém quatro tipos de monstros neutros: Lorde, Tartaruga, Aranha e Ceifeiro.

## Torneios

### Jogos do Sudeste Asiático
O jogo, bastante popular no Sudeste asiático, fez parte do programa dos Jogos do Sudeste Asiático de 2019.

### Campeonato Mundial
Em 2019, a desenvolvedora do jogo criou o primeiro campeonato mundial do jogo, disputado entre os dias 11-17 de Novembro do referido ano, na cidade de Kuala Lumpur, na Malásia, com mais de US$250,000,00 em premiação distribuídos entre as equipes participantes.

### Campeonato Brasileiro de Mobile Legends
Em 2021, ocorreu o primeiro Campeonato Brasileiro de Mobile Legends, intitulado Mobile Legends: Bang Bang Professional League Brazil (MPL BR), sendo também o primeiro torneio oficial fora do sudoeste asiático.
O torneio contou com oito times batalhando entre si em série melhor de três, a exceção foi a partida final, qual foi disputada em melhor de cinco.

## Controvérsia sobre direitos autorais
A Riot Games, empresa que desenvolve e publica o jogo para computador League of Legends, entrou com uma ação em 11 de Julho de 2017 contra a desenvolvedora de Mobile Legends: Bang Bang, Shanghai Moonton Technology na Corte do Distrito Central de California por ter violado várias marcas do jogo, incluindo o mapa do jogo, que se assemelha ao "Summoner's Rift", mapa usado em League of Legends. Dois outros jogos, Magic Rush: Heroes e Mobile Legends: 5V5 MOBA também foram trazidos à questão. Também foi revelado que a Moonton silenciosamente derrubou o jogo antecessor — Mobile Legends: 5V5 MOBA – depois que a Riot Games tentou entrar em contato com o Google Play e a App Store para derrubar o jogo, e re-enviou o mesmo jogo com um nome diferente Mobile Legends: Bang Bang com alguns ajustes incluindo a mudança da logotipo, o primeiro também se assemelhava ao logotipo de League of Legends.
Moonton mais tarde divulgou um  comunicado no mesmo dia através de sua página no Facebook, alegando que a mídia está espalhando "informações irreais e rumores" contra eles. Sua declaração também afirma que "seus direitos autorais já foram registrados e protegidos em vários países ao redor do mundo". Alegou ainda que a Moonton era proprietária dos direitos de propriedade intelectual e ameaçava a ação legal contra a mídia e concorrentes por espalhar informação falsa sobre a Moonton e o jogo.